# 자필유언
자필유언은 유언자가 손으로 직접 쓰는 형식의 유언을 말한다. 자필유언은 유언자가 유언의 내용, 작성연월일, 성명, 주소를 직접 쓰고 날인(捺印, 엄지의 지장도 날인으로 본다)하여야 그 효력이 인정된다.(민법 제1065조 및 제1066조)
즉, 자필유언의 경우 날인하지 않고 서명만 하거나, 주소를 적지 않거나, 작성년월일을 적지 않거나 작성년월까지만 쓴 경우 등은 유언의 효력이 없다.

## 조문
제1066조(자필증서에 의한 유언)① 자필증서에 의한 유언은 유언자가 그 전문과 연월일, 주소, 성명을 직접 쓰고 날인하여야 한다.
② 제1항의 증서에 문자의 삽입, 삭제 또는 변경을 함에는 유언자가 이를 직접 쓰고 날인하여야 한다.— 민법

## 요건

### 유언의 내용을 직접 써야 한다.
전자복사기를 이용하여 작성한 복사본은 자필유언에 해당하지 않는다.

### 작성년월일을 직접 써야 한다.
연월(年月)만 쓰고 일(日)을 쓰지 않은 경우 효력이 없다.

### 성명과 주소를 직접 써야 한다.
유언자가 자필유언을 남기면서 유언 내용 중에 유언서 작성 당시 거주하였던 아파트를 유증의 목적물로 정하여 그 소재지를 기재하였더라도 그 아파트가 유언자의 주소임을 명시하지 않은 경우에는 유언의 효력이 없고, 주소를 적을 때에는 상세 주소(예. 번지수 또는 아파트의 동·호수)까지 적어야 유언의 효력이 있다.
주소를 반드시 유언의 내용과 성명이 기재된 종이에 함께 써야 하는 것은 아니고, 유언서의 일부로 볼 수 있는 이상 그 전문을 담은 봉투에 기재하더라도 무방하다.

### 날인하여야 한다.
날인은 도장 뿐만 아니라 엄지손가락의 지문을 찍는 무인(拇印)도 유효하다. 성명의 기재와 날인이 모두 필요하므로 성명을 적었더라도 날인이 없으면 자필증서에 의한 유언은 무효이다.

## 유효성 판단
유언장은 일단 작성되면 법적으로 유효한 것이며, 형식요건에 문제가 있건, 위조나 의사무능력자 등 실질적 요건에 문제가 있다면, 유언장 집행에 반대하는 사람이 법원에 소송을 유언장무효확인소송을 제기하여야만 한다. 즉, 아무도 유효성에 문제가 있다고 판단할 자격이 없다. 이러한 점은, 어떤 다른 계약서들도 다 마찬가지다. 계약서가 무효라는 점을 주장하는 자가, 법원에 적극적으로 소송을 제기해서, 무효라고 인정받기 전에는, 계약서는 일단 유효하다고 인정된다.

## 검인 절차
자필증서에 의한 유언을 집행하기 위해서는 가정법원의 검인을 받아야 한다.

제1091조(유언증서, 녹음의 검인)① 유언의 증서나 녹음을 보관한 자 또는 이를 발견한 자는 유언자의 사망 후 지체없이 법원에 제출하여 그 검인을 청구하여야 한다.
② 제1항은 공정증서나 구수증서에 의한 유언에 적용하지 아니한다.— 민법

- 적법한 유언은 이러한 검인이나 개봉절차를 거치지 않더라도 유언자의 사망과 동시에 그 효력이 생기는 것이며, 검인이나 개봉절차의 유무에 의하여 유언의 효력 자체가 영향을 받지는 않는다.[7]

법정상속인이 3인일 경우, 유언장에 유언집행자를 지정하지 않았다면, 공동유언집행자는 법정상속인이 3인이 되므로, 유언검인조서로 유언집행을 하기 위해서는 공동유언집행자 과반수가 동의해야만 한다. 유언장이 적법 유효하고, 그에 따른 유언집행이 적법한데도 동의하지 않으면, 다른 공동유언자를 대신하여 법원이 동의해 달라고 소송을 제기해야만 한다.
법정상속인이 3인일 경우, 유언장에 유언집행자를 1인으로 지정했다면, 단독지정유언집행자 혼자서, 유언검인조서로 유언집행을 한다. 따라서, 상속전문변호사들은 유언장을 쓸 경우에는 반드시 단독지정유언집행자를 명시하는 것이 바람직하다고 조언한다.

## 삽입, 삭제, 변경
자필증서에 의한 유언에 있어서 그 증서에 문자의 삽입, 삭제 또는 변경을 할 때는 유언자가 이를 직접 쓰고 날인하여야 한다.(민법 제1066조제2항)
그러나, 증서의 기재 자체에 의하더라도 명백한 오기를 정정한 것에 지나지 않는다면 설령 그 수정 방식이 민법 제1066조제2항에 위배된다고 할지라도 유언자의 의사를 쉽게 확인할 수 있으므로 이러한 방식의 위배는 유언의 효력에 영향을 미치지 아니한다.

## 참고 문헌
- 명순구, 현대미국신탁법, 세창출판사, 2005 ISBN 978-89-8411-124-0
- 임채웅 역, 미국신탁법 : 유언과 신탁에 대한 새로운 이해, 박영사, 2011 ISBN 978-89-6454-628-4

## 같이 보기
- 유언